# Stadion des 11. Juni
Das Stadion des 11. Juni (arabisch ملعب 11 يونيو) ist ein Fußballstadion mit Leichtathletikanlage in der libyschen Hauptstadt Tripolis.

## Geschichte

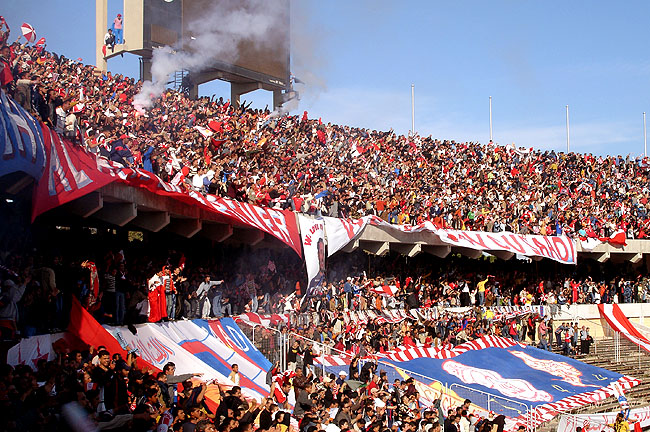
Das Stadion während eines Derbys zwischen Al-Ittihad und Al-Ahly Tripolis im Januar 2007

Die beiden libyschen Fußballerstligisten Al-Ittihad und Al-Ahly Tripolis tragen ihre Heimspiele in diesem Stadion aus. Es ist das Heimstadion der libyschen Fußballnationalmannschaft. 1982 fand die Stadioneröffnung statt. Das Stadion fasst 67.000 Zuschauer und ist damit das größte in Libyen sowie eines der größten in Afrika.
Die Anlage wurde nach dem 11. Juni 1967 benannt, da die Streitkräfte der Vereinigten Staaten an diesem Tag ihre Militärbasen in Libyen aufgegeben und das Land verlassen haben.
Die Sportstätte war Austragungsort von neun Spielen der Fußball-Afrikameisterschaft 1982, darunter das Finale.
2002 wurde das Finale des italienischen Supercups zwischen Juventus Turin und dem AC Parma in diesem Stadion ausgetragen, welches Juventus 2:1 gewann.